# Sandro Vigliano
Sandro Vigliano (Torino, 26 luglio 1909 – ...) è stato un rugbista a 15 italiano, campione d'Italia nel 1947 con la Ginnastica Torino.

## Biografia
Ingegnere e industriale di professione, fece parte tra le due guerre del GUF Torino, squadra del gruppo universitario fascista antesignana del CUS.
Tra il 1937 e il 1942 fu presente in sei incontri della nazionale italiana, capitanando la finale del Torneo FIRA 1937 a Parigi contro la Francia e mettendo a segno anche due punti con un calcio di trasformazione.
Nel dopoguerra fu alla Ginnastica Torino con cui si aggiudicò il titolo italiano 1946-47, prima volta in cui a divenire campione nazionale fu un club fuori dal duopolio Milano-Roma che si era aggiudicato i 16 scudetti precedenti.
Fu ancora, fino alla fine degli anni quaranta, a disposizione della squadra compatibilmente con l'età e gli impegni professionali.

## Palmarès
- Campionati italiani: 1
Ginnastica Torino: 1946-47